# The Star Reporter
The Star Reporter er en amerikansk stumfilm fra 1921 af Duke Worne.

## Medvirkende
- Billie Rhodes som Nan Lambert
- Truman Van Dyke som Anthony Trent
- William T. Horne som Conington Warren